# Bois-Anzeray
Bois-Anzeray é uma comuna francesa na região administrativa da Normandia, no departamento de Eure. Estende-se por uma área de 11,38 km². Em 2010 a comuna tinha 177 habitantes (densidade: 15,6 hab./km²).